# Hockey sobre hielo adaptado
El hockey sobre hielo adaptado es un deporte derivado del hockey sobre hielo, practicado por personas con discapacidad física. Está regulado por el Comité Paralímpico Internacional. Forma parte del programa paralímpico desde la edición de Lillehammer 1994.